# Pedro Hermosa
Pedro Hermosa (Isla Umbú, Paraguai, 1833 - Assunção, Paraguai, 29 de março de 1899) foi um soldado paraguaio que se destacou nas batalhas da Guerra da Tríplice Aliança.

## Biografia
Nascido na Ilha Umbú em 1833, Pedro Hermosa iniciou a carreira militar como cadete em 1855 no Batalhão de Artilharia № 1, ascendendo progressivamente a segundo-tenente, patente com a qual participaria na Legião de Artilharia Ligeira. Em 1865 Hermosa receberia a medalha da Ordem Nacional do Mérito.
Nesse mesmo ano estourou a Guerra da Tríplice Aliança, e Hermosa obteria uma vitória inicial em Curupaytí. Dois anos depois seria promovido a tenente-coronel e seria ungido no Quartel-General da Artilharia em Humaitá. Com o posto de coronel, Pedro Hermosa participou das batalhas de Ytororo e Lomas Valentinas. Já em 1869, Hermosa liderou as tropas restantes em Azcurra, mas foi forçado a voltar para Caraguatay. Completamente derrotado, Pedro Hermosa conseguiu fugir, mas seria capturado por brasileiros no início de 1870.
Pedro Hermosa morreria em 29 de março de 1899, aos sessenta e seis anos.